# 37-мм танковая пушка Пюто образца 1918 года
Puteaux SA 18 — полуавтоматическая 37-мм нарезная пушка фирмы «Пюто» (фр. Atelier de construction de l'Artillerie de Puteaux) времён Первой мировой войны, созданная на основе пехотной пушки образца 1916 года (TRP). Пушка имела длину ствола 21 калибр (777 мм), вертикальный клиновой затвор и пружинные противооткатные устройства.
Аналогичное орудие, переделанное из морской 37-мм пушки фирмы «Гочкис», или её модифицированный советский вариант «Гочкис-ПС» (также известный как ПС-1) устанавливалось на советских танках Т-18 и Т-26 (двухбашенный пушечный вариант).

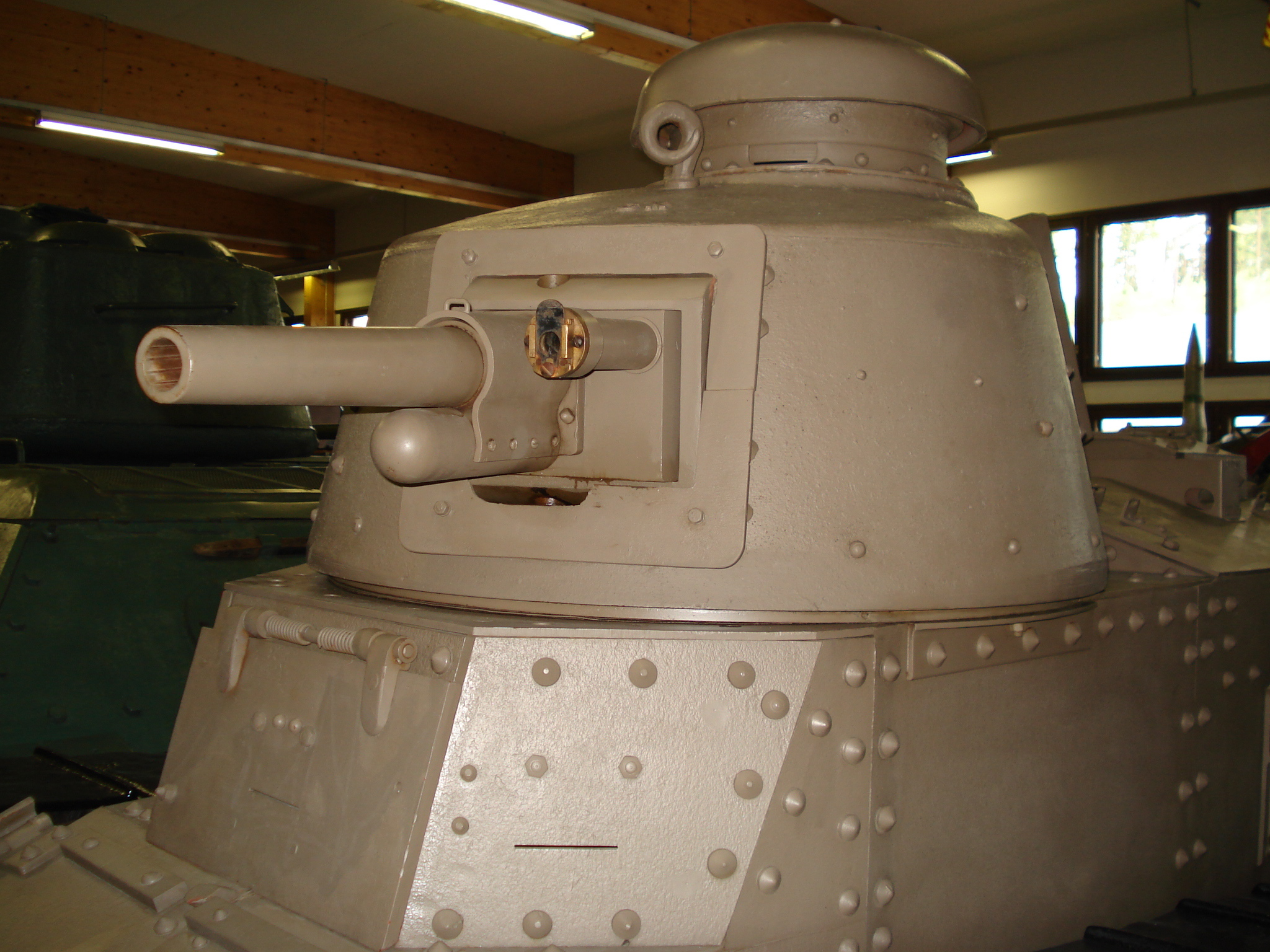
Puteaux SA 18 на FT-17

## FT-17

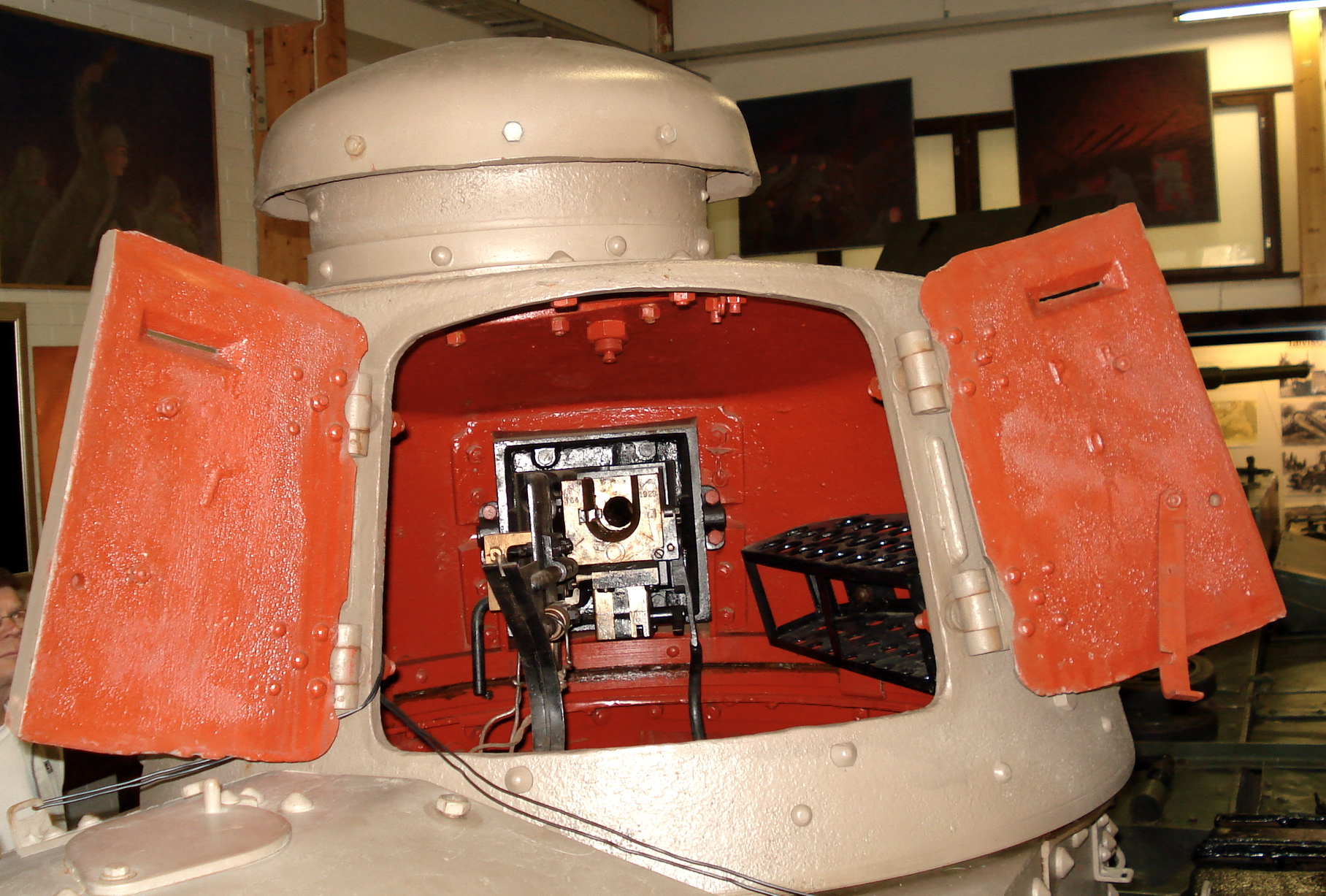
SA 18 в FT-17

Размещалась пушка в установке в лобовой части башни, в полусферической броневой маске, на горизонтальных цапфах установленной в поворотном в вертикальной оси основном броневом щитке. Наведение пушки осуществлялось её свободным качанием при помощи плечевого упора, максимальные углы вертикальной наводки составляли от −20 до +35 градусов.

## На советских танках и бронеавтомобилях

Рено-Русский "Борец За Свободу …

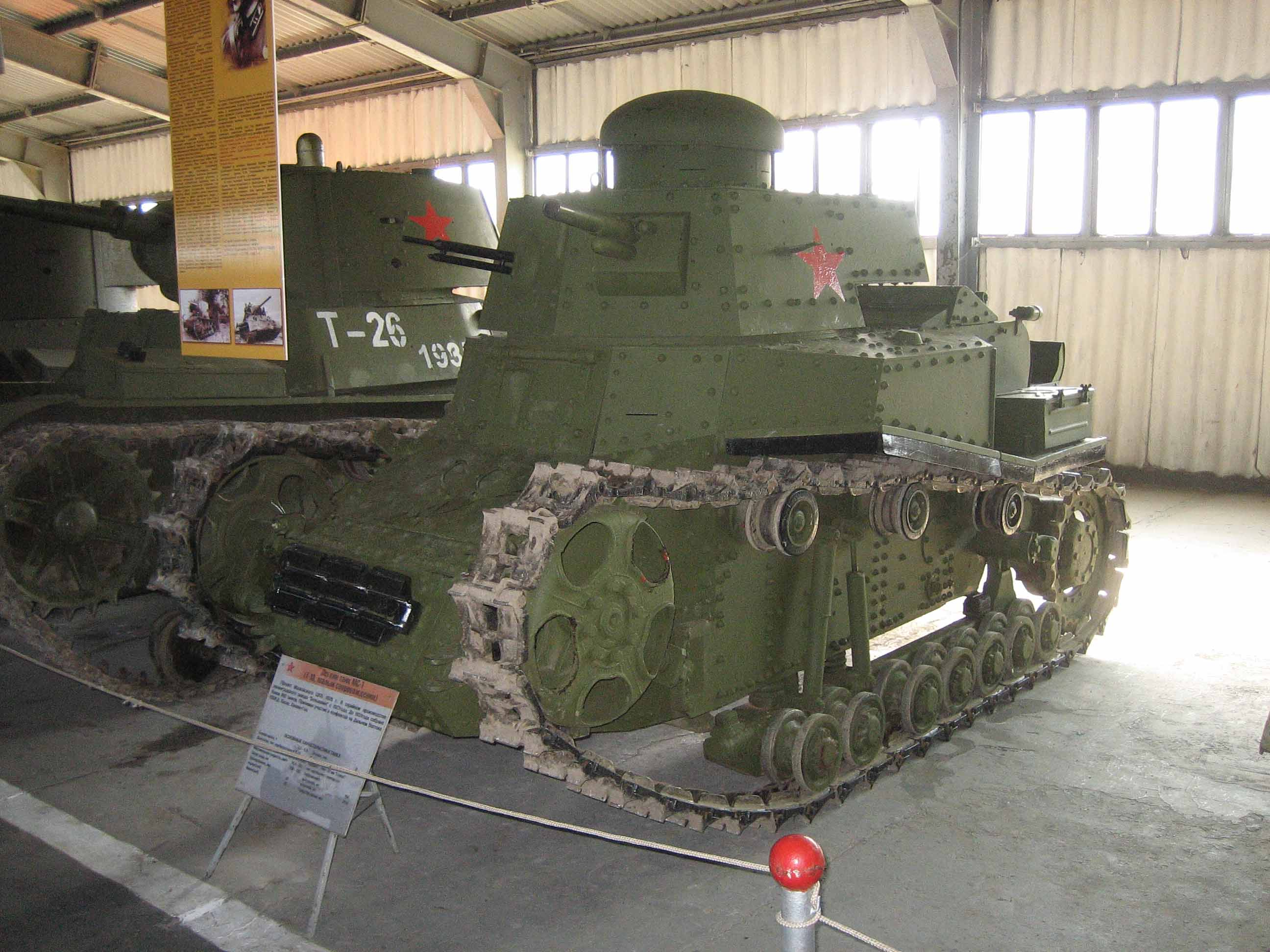
Т-18 в музее в Кубинке.

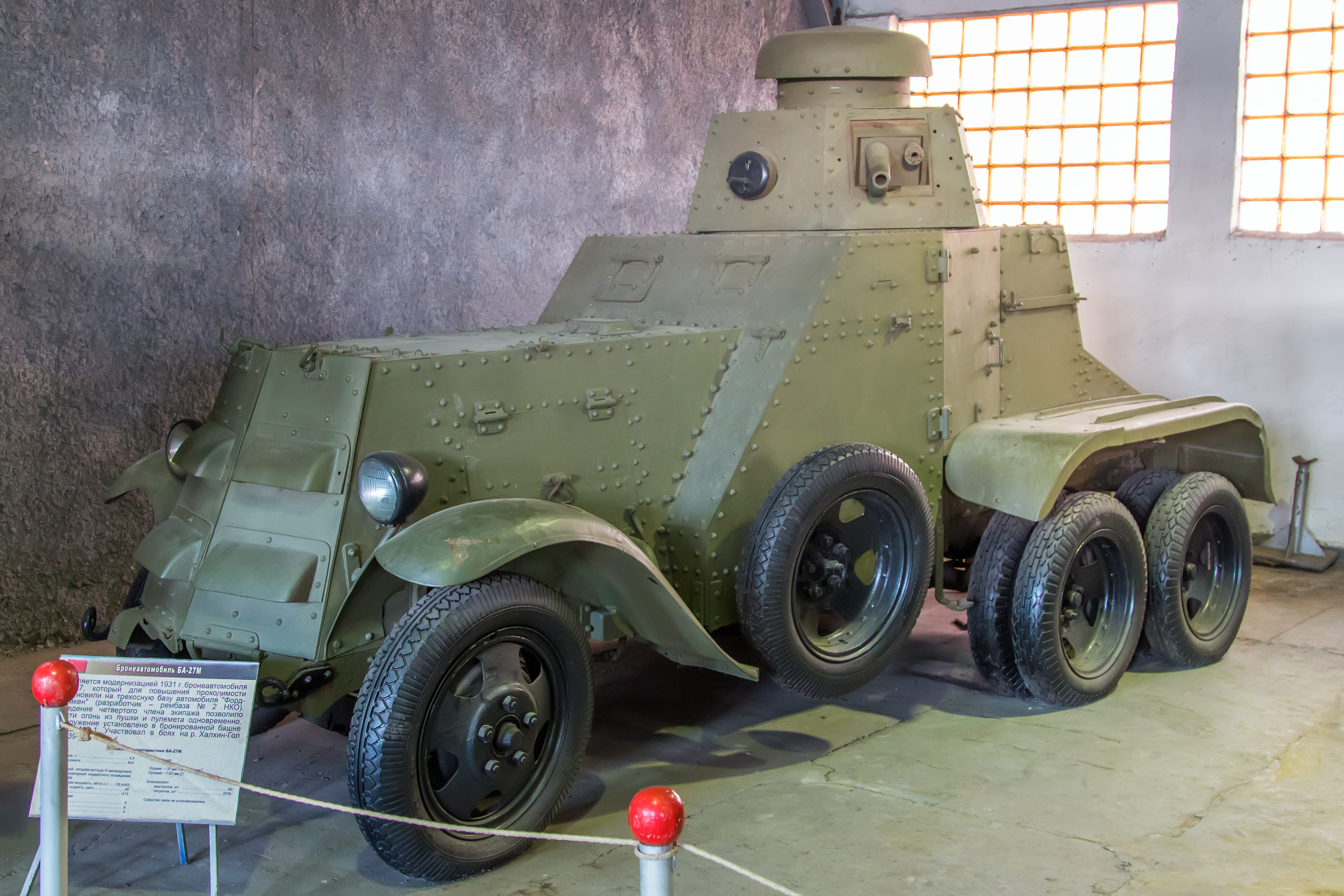
БА-27М в музее в Кубинке.

37-мм французская танковая пушка Гочкиса — несколько изменённый вариант морской пушки, принятой на вооружение ещё в начале 80х годов XIX-го века. Четвертьавтоматический затвор (открывание вручную). Компрессор гидравлический, накатник пружинный. Пушка имела плохую баллистику. Действие снаряда неэффективно и по броне и по пехоте.
Аналогичное орудие, переделанное из морской однофунтовой пушки фирмы «Гочкис», или её советский модифицированный вариант «Гочкис-ПС».
За неимением лучшего, в июне 1928 года заводу № 8 (деревня Подлипки) заказаны 206 пушек Гочкиса, которым на заводе присвоили свой индекс 7-К. В 1931—1932 годах завод сдал 1080 пушек Гочкиса.
В 1932 году их производство прекратили. 37-мм пушками Гочкиса вооружены танки «Рено-Русский», Т-18 (МС-1), двухбашенные танки Т-26 и бронеавтомобили БА-27, БА-27М и БАИ. На 1 ноября 1936 года в РККА 1327 боевых и 60 учебных 37-мм пушек Гочкиса.
На советских танках «Рено-Русский» сормовского производства, на немногих Т-18 и некоторых Т-26 (двухбашенный пушечный вариант) — переделанные из морской пушки фирмы «Гочкис», на некоторых Т-18 (МС-1) и двухбашенных пушечных Т-26 — «Гочкис-ПС».
На бронеавтомобилях БА-27, БА-27М и БАИ (БА-И) — «Гочкис-ПС».

## Тактико-технические данные боеприпасов

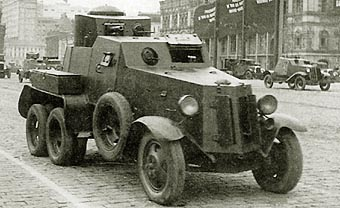
БА-И на параде 7 ноября 1934 года

Польский бронеавтомобиль Wz.28. 1932 год

| Боеприпасы пушки SA18             |          |                   |                  |              |                       |                        |                                        |
| Тип снаряда                       | Марка    | Масса выстрела, г | Масса снаряда, г | Масса ВВ, г  | Дульная скорость, м/с | Дальность табличная, м | Расчётный радиус поражения осколками м |
| стальная осколочная граната       | Mle 1916 | 910               | 555              | 30 (мелинит) | 367                   | н/д                    | 5,3                                    |
| стальная осколочная граната       | Mle 1937 | 905               | 555              | 56           | 440                   | н/д                    | 5,2                                    |
| чугунная осколочная граната       |          | 820               | 435              | ? (мелинит)  | 402                   | н/д                    | ???                                    |
| бронебойный остроголовый сплошной |          | ???               | 510              | —            | 390                   | н/д                    | нет                                    |
| картечь 7,3 мм                    |          | ???               | 16 х 31шт.       | 17           | 380—400               | н/д                    | нет                                    |

| Таблица бронепробиваемости для SA18 |     |     |     |     |      |
| Снаряд \ Расстояние, м | 100 | 250 | 500 | 750 | 1000 |
| бронебойный остроголовый (угол наклона 30°, гомогенная броня) |     |     | 12  |     |      |
| Следует помнить, что в разное время и в разных странах использовались различные методики определения бронепробиваемости. Как следствие, прямое сравнение с аналогичными данными других орудий часто оказывается невозможным. |     |     |     |     |      |